# Samson (band)

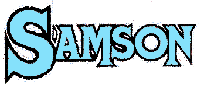
Logo van de band

Samson was een Britse hardrock/heavymetalband die in 1977 werd opgericht door Paul Samson. Diverse leden van Iron Maiden maakten ooit deel uit van deze band. Zo was Bruce Dickinson, toen nog bekend onder de naam 'Bruce Bruce', ooit de zanger van deze band en drumde Thunderstick een korte tijd bij Iron Maiden en een wat langere tijd bij Samson. Drummer Clive Burr, de eerste vaste drummer van Iron Maiden, was tevens de eerste drummer van Samson.
Samson behoorde nog tot een van de bands van de new wave of British heavy metal, een grote stroming met hardrock- en heavymetalbands die opgericht werden of succes kregen tussen eind jaren 70 en begin jaren 80.
In 1980 maakte Samson een korte B-film getiteld Biceps of Steel met daarin een aantal videoclips.

## Succes
Het meeste succes was er toen 'Bruce Bruce' en Thunderstick in de band zaten. Thunderstick droeg altijd een masker en drumde soms in een kooi en gedroeg zich erg mysterieus. Bruce Dickinson heeft een enorm stembereik, vooral met hoge  uithalen, wat goed te horen is op de albums. Na twee albums gemaakt te hebben bij Samson, ging Bruce Dickinson alias 'Bruce Bruce' (echte naam: Paul Bruce Dickinson) eind 1981 naar Iron Maiden om daar Paul Di'Anno te vervangen.
De bekendste albums van de band waren Head On, Shock Tactics en Head Tactics. Het laatstgenoemde album is een verzamelalbum van de twee eerder genoemde albums. Dit waren tevens de albums waarop Bruce Dickinson de vocalen voor zijn rekening nam. Het bekendste nummer van Samson, dat Bruce Dickinson ook weleens op zijn solotournees zingt, is Riding With The Angels, het openingsnummer van het album Shock Tactics.
Na het vertrek van Bruce Dickinson is Samson nog tot het eind van de 20e eeuw doorgegaan, met wisselend succes. Daarna werden er aan het begin van de 21e eeuw nog twee live-albums uitgebracht. Na het overlijden van Paul Samson is de band definitief gestopt.

## Overlijden oprichter en bandleden
Oprichter Paul Samson overleed 9 augustus 2002 op 49-jarige leeftijd aan kanker en bassist Chris Aylmer, die vele jaren bij Samson speelde, overleed op 9 januari 2007 aan de gevolgen van keelkanker. Drummer Clive Burr overleed in 2013, vier dagen na zijn 56e verjaardag.

## Discografie (albums)
- Survivors (1979)
- Head On (1980)
- Shock Tactics (1981)
- Before the Storm (1982)
- Don't Get Mad, Get Even (1984)
- Thank You and Goodnight (1985) – live
- Joint Forces (1986)
- Head Tactics (1986) – een compilatie van "Shock Tactics" en "Head On".
- And There It Is (1988) – opnieuw uitgebracht in 1993
- Live at Reading 1981 (1990) – live
- Refugee (1990)
- Samson (1993)
- Live at the Marquee (1994) – live
- The BBC Sessions (1997) – live
- Test of Time (1999)
- Metal Crusade (1999) – live
- Live in London 2000 (2001) – live
- The Blues Nights, live (2002) – live

## Bandleden
De bekendste bandleden waren:
- Paul Samson -  gitarist en zanger
- Bruce Bruce (Bruce Dickinson) - zanger
- Thunderstick (Barry (Graham) Purkis) - drummer
- Clive Burr - eerste drummer
- Chris Aylmer - bassist